# دونگی راچنیک
دونگی راچنیک (به صربی: Donji Račnik) یک منطقهٔ مسکونی در صربستان است که در یاگودینا واقع شده‌است. دونگی راچنیک ۶۴۹ نفر جمعیت دارد.